# B.I.G. (Kletterroute)
B.I.G ist eine Kletterroute in der Nähe von Flatanger in Norwegen, die vom österreichischen Kletterer Jakob Schubert am 20. September 2023 eröffnet wurde. Schubert schlägt den Schwierigkeitsgrad 9c (5.15d) vor und investierte sechs Wochen bis ihm das Durchsteigen der Route gelang. Die Erstbegehung wurde live bei Youtube übertragen.

## Route
B.I.G. liegt in der Flatanger-Höhle, in der auch Silence von Adam Ondra eingebohrt wurde. Schubert und Ondra projektierten B.I.G. gemeinsam. Die Route lässt sich in Abschnitte der Schwierigkeitsgrade 7a - 8a/8a+ - 8c - 8a/8a+ unterteilen. Die Kletterlänge beträgt circa 50 m.

## Bedeutung der Route
Der von Schubert empfohlene Schwierigkeitsgrad 9c (5.15d) konnte bis jetzt nicht durch einen anderen Kletterer bestätigt werden (Stand Juni 2024). Aktuell gibt es drei Routen im Schwierigkeitsgrad 9c. Adam Ondra eröffnete 2017 mit Silence die erste Route. Die Route wurde daraufhin von anderen Kletterern probiert, aber wegen des sehr eigenwilligen Stiles nie wiederholt. 2022 folgte Sébastien Bouin mit DNA.

## Begehungen
20. September 2023 – Jakob Schubert
Die Route wurde noch nicht wiederholt und der Schwierigkeitsgrad 9c (5.15d) ist damit nicht bestätigt.